# Schmerynka
Schmerynka (ukrainisch Жмеринка; russisch Жмеринка Schmerinka, polnisch Żmerynka) ist eine Stadt im Westen der Ukraine. Sie liegt in der Oblast Winnyzja und ist mit etwa 35.000 Einwohnern das Verwaltungszentrum des Rajons Schmerynka. Seit 1903 besitzt Schmerynka offizielles Stadtrecht, hat sich seitdem wegen der Lage an einem Eisenbahnknotenpunkt zu einem wichtigen Verkehrszentrum in der Region entwickelt und ist nach Winnyzja die zweitgrößte Stadt der Oblast.

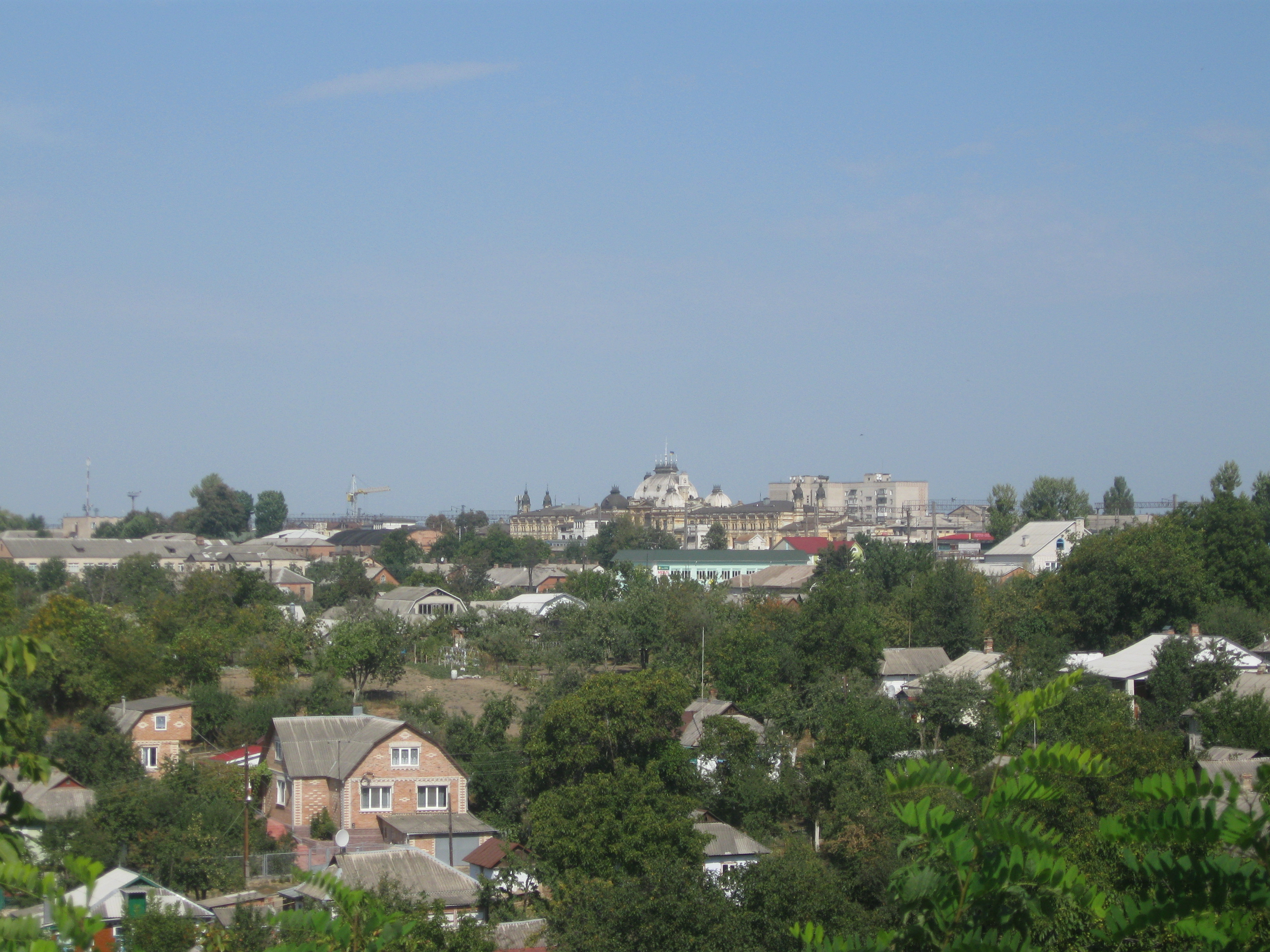
Blick über die Stadt auf den Bahnhof

Die heutige Stadt entstand im 18. Jahrhundert und entwickelte sich rasant nach dem Bau von mehreren Eisenbahnstrecken im 19. Jahrhundert, die hier ihren Knotenpunkt hatten. 1903 wurde ihr das Stadtrecht verliehen. Sie lag damals im Russischen Reich im Gouvernement Podolien und kam in der Sowjetunion dann zur Ukrainischen SSR. Während des Zweiten Weltkriegs war der Ort durch Rumänien besetzt und unter dem Namen Șmerinca an Transnistrien angegliedert. Nach dem Zerfall der Sowjetunion 1991 wurde die Stadt ein Teil der unabhängigen Ukraine.

## Verwaltungsgliederung
Am 29. Oktober 2019 wurde die Stadt zum Zentrum der neugegründeten Stadtgemeinde Schmerynka (Жмеринська міська громада/Schmerynska miska hromada). Zu dieser zählten auch die 10 Dörfer Jaroschenka, Korostiwzi, Mali Korostiwzi, Meschyriw, Petriwka, Riw, Schukiwzi, Schtschutschynzi, Sidawa und Sloboda-Noskowezka, bis dahin bildete sie die gleichnamige Stadtratsgemeinde Schmerynka (Жмеринська міська рада/Schmerynska miska rada) unter Oblastverwaltung im Zentrum des ihn umgebenden Rajons Schmerynka.
Am 12. Juni 2020 kamen noch die Siedlung städtischen Typs Brajiliw, die 19 in der untenstehenden Tabelle aufgelisteten Dörfer sowie die Ansiedlungen Brajiliw, Wassyliwka und Wolodymyriwka zum Gemeindegebiet.
Am 17. Juli 2020 kam es im Zuge einer großen Rajonsreform zum Anschluss des Rajonsgebietes an den Rajon Schmerynka.
Folgende Orte sind neben dem Hauptort Schmerynka Teil der Gemeinde:
| b                                       | b                          | b                                                            |
| ukrainisch transkribiert                | ukrainisch                 | russisch                                                     |
| --------------------------------------- | -------------------------- | ------------------------------------------------------------ |
| Bilykiwzi                               | Біликівці                  | Беликовцы                                                    |
| Brajiliw                                | Браїлів                    | Браилов (Brailow)                                            |
| Brajiliw                                | Браїлів                    | Браилов (Brailow)                                            |
| Jaroschenka                             | Ярошенка                   | Ярошенка                                                     |
| Karmaljukowe                            | Кармалюкове                | Кармалюково                                                  |
| Korostiwzi                              | Коростівці                 | Коростовцы (Korostowzy)                                      |
| Kuryliwzi                               | Кури́лівці                  | Куриловцы                                                    |
| Leljaky                                 | Леляки́                     | Леляки                                                       |
| Ljudawka                                | Лю́давка                    | Людавка                                                      |
| Lyssohirka                              | Лисогірка                  | Лысогорка                                                    |
| Majdan-Holowtschynskyj                  | Майдан-Головчинський       | Майдан-Головчинський                                         |
| Mala Schmerynka                         | Мала́ Жме́ринка              | Малая Жмеринка                                               |
| Mali Korostiwzi (bis 2016 Tschapajewka) | Малі Коростівці (Чапаєвка) | Малые Коростовцы (Malyje Korostowzy)/Чапаевка (Tschapajewka) |
| Meschyriw                               | Межирів                    | Межиров (Meschirow)                                          |
| Nowoselyzja                             | Новосе́лиця                 | Новоселица                                                   |
| Petrani                                 | Петрані                    | Петрани                                                      |
| Petriwka                                | Петрівка                   | Петровка (Petrowka)                                          |
| Podilske                                | Подільське                 | Подольское                                                   |
| Potschapynzi                            | Почапинці                  | Почапинцы                                                    |
| Riw                                     | Рів                        | Ров (Row)                                                    |
| Schtschutschynzi                        | Щучинці                    | Щучинцы (Schtschutschinzy)                                   |
| Schukiwzi                               | Жуківці                    | Жуковцы (Schukowzy)                                          |
| Sidawa                                  | Сідава                     | Сидава (Sidawa)                                              |
| Sloboda                                 | Слобода                    | Слобода                                                      |
| Sloboda-Noskowezka                      | Слобода-Носковецька        | Слобода-Носковецкая (Sloboda-Neskowezkaja)                   |
| Sorynzi                                 | Зоринці                    | Зоринцы                                                      |
| Tartak                                  | Тартак                     | Тартак                                                       |
| Wolodymyriwka                           | Володимирівка              | Владимировка (Wladimirowka)                                  |
| Wassyliwka                              | Василівка                  | Василевка (Wassilewka)                                       |
|                                         |                            |                                                              |

## Bevölkerungsentwicklung
Seit dem Ende der Sowjetunion hat Schmerynka, wie viele Kleinstädte in der Ukraine, einen starken Bevölkerungsrückgang zu verzeichnen. Im Vergleich zu 1989 ging die Bevölkerung bis 2016 um über 15 % zurück.
- 41.080 (1989)
- 37.349 (2001)
- 36.684 (2005)
- 34.992 (2016)

## Städtepartnerschaften
- Şəki, Aserbaidschan
- Skarżysko-Kamienna, Polen
- Sędziszów Małopolski, Polen

## Persönlichkeiten
- Jan Brzechwa (1898–1966), polnischer Poet
- Mykola Liwyzkyj (1907–1989), 3. Präsident der Ukrainischen Volksrepublik im Exil
- Anatolij Basylewytsch (1926–2005), Zeichner und Illustrator